# Кушарем (Юта)
Кушарем (англ. Koosharem) — місто (англ. town) в США, в окрузі Севір штату Юта. Населення — 244 особи (2020).

## Географія
Кушарем розташований за координатами 38°30′47″ пн. ш. 111°52′56″ зх. д. / 38.51306° пн. ш. 111.88222° зх. д. (38.513075, -111.882302).  За даними Бюро перепису населення США в 2010 році місто мало площу 2,22 км², уся площа — суходіл.

## Демографія
Згідно з переписом 2010 року, у місті мешкало 327 осіб у 90 домогосподарствах у складі 70 родин. Густота населення становила 147 осіб/км².  Було 162 помешкання (73/км²).
Расовий склад населення:
| - 91,1 % — білих - 1,8 % — вихідців з тихоокеанських островів - 1,5 % — чорних або афроамериканців - 0,3 % — корінних американців - 0,3 % — азіатів - 1,2 % — осіб інших рас |

До двох чи більше рас належало 3,7 %. Частка іспаномовних становила 10,1 % від усіх жителів.
За віковим діапазоном населення розподілялося таким чином: 48,0 % — особи молодші 18 років, 34,6 % — особи у віці 18—64 років, 17,4 % — особи у віці 65 років та старші. Медіана віку мешканця становила 19,3 року. На 100 осіб жіночої статі у місті припадало 113,7 чоловіків;  на 100 жінок у віці від 18 років та старших — 102,4 чоловіків також старших 18 років.
Середній дохід на одне домашнє господарство  становив 57 448 доларів США (медіана — 46 250), а середній дохід на одну сім'ю — 63 299 доларів (медіана — 56 250). Медіана доходів становила 43 750 доларів для чоловіків та 34 500 доларів для жінок. За межею бідності перебувало 11,1 % осіб, у тому числі 5,5 % дітей у віці до 18 років та 3,1 % осіб у віці 65 років та старших.
Цивільне працевлаштоване населення становило 77 осіб. Основні галузі зайнятості: освіта, охорона здоров'я та соціальна допомога — 58,4 %, будівництво — 11,7 %, публічна адміністрація — 7,8 %, мистецтво, розваги та відпочинок — 7,8 %.